# 베이징 캐피탈 항공
베이징 캐피탈 항공(중국어: 首都航空, 영어: Beijing Capital Airlines)은 중화인민공화국의 지역 항공사로 중화인민공화국 베이징에 본부를 두고 있으며, 1995년에 설립되었다. 보유 항공기는 에어버스만 53대를 보유하고 있다. 또한 1995년부터 2007년까지 디어젯 항공(영어: Deer Jet Airlines, 중국어: 金鹿航空)으로 불렀고 이후 디어 에어(영어: Deer Air)로 사명이 변경했다.

## 역사
1995년, 디어젯 항공으로 창립되어 1998년, 정기노선에 취항하였다. 2007년 10월, 에어버스 A319-100 항공기를 도입하여 기존에 보유한 보잉 737 항공기를 대체하였다. 처음 운항시에는 전세노선에 주로 취항하였고 2009년, 중국민용항공총국에 정기항공 노선 운항을 허가받았다. 2010년, 4월 2일 현재의 사명으로 개명하였고 항공사명에 따라 베이징 서우두 국제공항에 본사를 마련하였다. 현재는 여객부분만 아니라 화물운송분야에도 집중하고있다.

## 운항 노선
- 2017년 2월 현재 베이징 캐피탈 항공은 다음과 같은 노선을 취항하고 있다.

## 보유 기종

### 현재 보유중인 기종
- 2020년 5월 기준으로 베이징 캐피탈 항공은 다음과 같은 기종을 보유하고 있다.[4]